# Chrysosoma consimile
Chrysosoma consimile är en tvåvingeart som beskrevs av Lamb 1929. Chrysosoma consimile ingår i släktet Chrysosoma och familjen styltflugor. Inga underarter finns listade i Catalogue of Life.